# Philip LaBatte
Philip LaBatte, född 5 juli 1911, död 6 september 2002, var en amerikansk ishockeyspelare.
LaBatte blev olympisk bronsmedaljör i ishockey vid vinterspelen 1936 i Garmisch-Partenkirchen.